# Nullmenge
Als Nullmenge (oder auch {\displaystyle \mu }-Nullmenge) bezeichnet man in der Mathematik eine Teilmenge {\displaystyle A} eines Maßraums {\displaystyle (\Omega ,\Sigma ,\mu )} (genauer: {\displaystyle A} ist ein Element der zugehörigen σ-Algebra {\displaystyle \Sigma }), die das Maß null hat. Sie ist nicht mit der leeren Menge zu verwechseln; tatsächlich kann eine Nullmenge sogar unendlich viele Elemente enthalten.
Manche Autoren nehmen in der Definition von Nullmenge auch vernachlässigbare Mengen hinzu, d. h. solche, die Teilmenge einer Nullmenge, aber nicht notwendigerweise Element der {\displaystyle \sigma }-Algebra sind und denen deswegen selbst eventuell kein Maß zugeordnet ist. Wird allen Mengen, die sich nur um eine solche vernachlässigbare Menge von einem Element der {\displaystyle \sigma }-Algebra unterscheiden, ebenfalls ein Maß zugeordnet, spricht man von der Vervollständigung des Maßes, wie sie etwa in der Definition des Lebesgue-Maßes verwendet wird.
Von einer Eigenschaft, die für alle Elemente des Maßraums außerhalb einer {\displaystyle \mu }-Nullmenge gilt, sagt man, dass sie {\displaystyle \mu }-fast überall gilt. Ist {\displaystyle \mu } ein Wahrscheinlichkeitsmaß, so sagt man auch „{\displaystyle \mu }-fast sicher“ anstelle von „{\displaystyle \mu }-fast überall“.

## Beispiele
Sei {\displaystyle (X,{\mathcal {B}},\mu )} ein Maßraum.
- Die leere Menge {\displaystyle \emptyset } bildet eine {\displaystyle \mu }-Nullmenge.
- Sei {\displaystyle (A_{n})_{n\in \mathbb {N} }} eine Folge von {\displaystyle \mu }-Nullmengen, dann ist auch deren (abzählbare) Vereinigung eine {\displaystyle \mu }-Nullmenge, d. h., es gilt

{\displaystyle \mu \left(\bigcup _{n\in \mathbb {N} }A_{n}\right)=0.}

### Lebesgue-Maß
Für das Lebesgue-Maß {\displaystyle \lambda } auf {\displaystyle \mathbb {R} } bzw. {\displaystyle \lambda _{n}} auf {\displaystyle \mathbb {R} ^{n}} gilt:
- Eine Teilmenge {\displaystyle N} von {\displaystyle \mathbb {R} ^{n}} ist genau dann eine Lebesgue-Nullmenge, wenn zu jedem {\displaystyle \varepsilon >0} eine Folge {\displaystyle \left(I_{i}\right)_{i\in \mathbb {N} }} von achsenparallelen {\displaystyle n}-dimensionalen Würfeln oder Quadern existiert mit {\displaystyle N\subset \bigcup \limits _{i\in \mathbb {N} }I_{i}} und {\displaystyle \sum \limits _{i\in \mathbb {N} }\lambda _{n}\left(I_{i}\right)<\varepsilon }.[1][2]
- Jede abzählbare Teilmenge des {\displaystyle \mathbb {R} ^{n}} ist eine Nullmenge. Insbesondere ist die Menge der rationalen Zahlen {\displaystyle \mathbb {Q} } in der Menge der reellen Zahlen {\displaystyle \mathbb {R} } eine Nullmenge.
- Jeder echte Untervektorraum, insbesondere jede Hyperebene, des {\displaystyle \mathbb {R} ^{n}} ist eine Nullmenge. Dasselbe gilt für affine Unterräume und Untermannigfaltigkeiten, deren Dimension kleiner als {\displaystyle n} ist.
- Die Cantor-Menge ist eine überabzählbare Nullmenge in der Menge der reellen Zahlen.

## Verallgemeinerungen

### Inhalte auf Halbringen
Man kann Nullmengen auch allgemeiner für Elemente eines Halbringes {\displaystyle {\mathcal {H}}} definieren. Eine Menge {\displaystyle A} aus {\displaystyle {\mathcal {H}}} heißt Nullmenge, wenn für den Inhalt {\displaystyle \mu } gilt {\displaystyle \mu (A)=0}. Diese Verallgemeinerung beinhaltet sowohl die obige Definition, da jede {\displaystyle \sigma }-Algebra auch ein Halbring ist und jedes Maß auch ein Inhalt ist, als auch den Fall für Ringe und Prämaße.

### Differenzierbare Mannigfaltigkeiten
Für differenzierbare Mannigfaltigkeiten gibt es im Allgemeinen keine sinnvolle Verallgemeinerung des Lebesgue-Maßes. Dennoch kann der Begriff der Lebesgue-Nullmengen sinnvoll auf differenzierbare Mannigfaltigkeiten übertragen werden: Sei {\displaystyle M} eine {\displaystyle n}-dimensionale differenzierbare Mannigfaltigkeit und {\displaystyle C\subset M}, dann heißt {\displaystyle C} eine Lebesgue-Nullmenge, wenn für jede Karte {\displaystyle h\colon U\rightarrow V} mit {\displaystyle V\subset \mathbb {R} ^{n}} die Menge {\displaystyle h\left(C\cap U\right)} eine Lebesgue-Nullmenge in {\displaystyle \mathbb {R} ^{n}} ist.
Mit dieser Definition lässt sich der Satz von Sard auf differenzierbare Mannigfaltigkeiten übertragen. Im Fall von pseudo-riemannschen Mannigfaltigkeiten sind diese Lebesgue-Nullmengen identisch mit den Nullmengen bezüglich des Riemann-Lebesgueschen Volumenmaßes.

## Eigenschaften
- Sei {\displaystyle N} eine {\displaystyle \mu }-Nullmenge, dann gilt für die charakteristische Funktion {\displaystyle 1_{N}=0} {\displaystyle \mu }-fast überall.